# Ledian Memushaj
Ledian Memushaj (n. 7 decembrie 1986) este un jucător de fotbal profesionist albanez care joacă pe postul de mijlocaș central pentru clubul italian Pescara și echipa națională a Albaniei.

## Clubul de carieră

### Cariera timpurie
Memushaj a ajuns la ASD Sarzanese Calcio 1906 pe când avea 17 ani. El și-a ajutat echipa să termine pe locul doi în Eccellenza Liguria în 2006 și să obțină promovarea în Serie D. În vara anului 2008, s-a transferat la echipa de Serie D Valle d'Aosta, pentru care a jucat în 34 de meciuri și a marcat 3 goluri. La 10 septembrie 2009, el a semnat cu echipa Paganese din Divizia Lega Pro Prima după ce a dat probe pentru echipă.

### Chievo și Portogruaro (împrumut)
La 21 iunie 2010, a semnat cu echipa de Serie A Chievo Verona din postura de jucător liber de contract. El a fost împrumutat la echipa de Serie B Portogruaro pe 29 ianuarie 2011.

### Lecce
La 27 iulie 2012, Memushaj a părăsit-o pe Carpi și s-a mutat la Lecce din  Serie B, cu care a semnat un contract de trei ani. Cu toate acestea, înainte ca el să apuce să joace vreun minut pentru noua sa echipă, ea a fost retrogradată în Divizia Lega Pro Divisione, a treia ligă a Italiei, după ce a fost expulzată din Serie B pentru rolul ei în scandalul Calcio Scommesse.
Memushaj a marcat primul său gol pentru Lecce pe 3 septembrie 2012 într-o victorie cu 3-2 împotriva lui Cremonese. El a marcat golul 3 al echipei sale în minutul 31 cu o lovitură de la 20 de metri. Pe 23 septembrie 2012, a marcat al treilea gol al lui Lecce, în victoria cu 1-3 de la Treviso, care i-a dus pe primul loc în clasamentul din Lega Pro Prima Divisione 2012-2013.

#### Împrumutul la Carpi
La 27 iulie 2013, Carpi a anunțat că l-a adus pe Memushaj sub formă de împrumut de la Lecce pentru sezonul 2013-2014 al Seriei B. Acest transfer a avut loc la scurt timp după ce Carpi a semnat cu colegul său din echipa națională a Albaniei, Edgar Çani. A fost pentru a doua oară când Memushaj a semnat cu Carpi.
El a devenit un jucător-cheie pentru Carpi, înscriind constant. Primul său gol în acest împrumut la Carpi a venit în prelungirile victoriei scor 0-1 împotriva Regginei la 28 septembrie 2013. La 26 octombrie 2013, a marcat un gol din penalty împotriva Latinei la începutul celei de-a doua reprize, ajutându-și echipa să termine cu o remiză, scor 1-1. La 21 decembrie 2013, a marcat din penalty în minutul 72, ajutându-și echipa să câștige cu 1-0 împotriva lui Palermo. Această victorie a făcut-o pe Palermo să piardă primul loc în fața lui Empoli. La 26 decembrie 2013 a marcat golul egalizator cu Virtus Lanciano, iar coechipierii săi au mai marcat două goluri, care a făcut-o pe Carpi să se afle la trei puncte distanță de zona play-offului pentru promovarea în Serie A. A început anul 2014 cu un gol, continuându-și forma bună din tur. A marcat în minutul 20 din prima repriză împotriva Ternanei de acasă la 25 ianuarie 2014, dar acest lucru nu a fost suficient pentru a evita înfrângerea. Acesta a fost al cincilea gol al sezonului și, în urma acestei înfrângeri, echipa nu a reușit să se califice în play-offul pentru promovare, aflându-se la trei puncte de acesta.
În sezonul 2013-14, Memushaj a jucat în total în 33 de meciuri din Serie B în care a marcat 8 goluri. El a jucat, de asemenea, într-un singur meci din Coppa Italia 2013-2014.
La 6 mai 2014, Memushaj a suferit o ruptură a ligamentului genunchiului drept într-un meci împotriva lui Pescara care a necesitat o intervenție chirurgicală. Nu a putut juca timp de 6 luni.

#### Întoarcerea la Lecce
Carpi nu a acceptat propunerea lui Lecce de a-l cumpăra pe Memushaj pentru 400.000 de euro, așa că s-a întors la Lecce.

### Pescara
La 1 septembrie 2014, Memushaj a semnat cu echipa de Serie B Pescara un contract pe 1 an.
Din cauza accidentării pe care a suferit-o în mai 2014, a ratat primele 7 meciuri ale sezonului de Serie B 2014-2015. El și-a făcut debutul pentru Pescara la data de 12 octombrie 2014, intrând din postura de rezervă în locul lui Gabriel Appelt Pires în minutul 87 împotriva lui Crotone; Pescara a câștigat meciul cu 4-1 în deplasare. El a fost o rezervă neutilizată pentru meciul de săptămâna viitoare din 17 octombrie 2014 împotriva lui Vicenza (1-1), dar o săptămână mai târziu, Memushaj a jucat în meciul cu fosta sa echipă, Carpi, care s-a terminat cu o înfrângere grea, scor 0-5. O săptămână mai târziu, Memushaj a marcat primul său gol pentru Pescara într-o remiză scor 1-1 cu Bari. La 27 decembrie 2015, Memushaj a marcat golul victoriei în meciul cu US Latina Calcio, dar ulterior a fost eliminat din teren după ce a șutat într-un microfon de pe margine, ca parte a sărbătorii golului.

### Benevento
La 28 august 2017, Memushaj a fost împrumutat la clubul Benevento din Serie A până la sfârșitul sezonului 2017-2018, cu o opțiune de cumpărare la sfârșitul împrumutului.

## Cariera la națională
Memushaj a fost chemat pentru prima dată la echipa națională a Albaniei în noiembrie 2010 de către selecționerul Josip Kuže, pentru un amical împotriva Macedoniei. El și-a făcut debutul la națională în meciul jucat pe stadionul Qemal Stafa, înlocuindu-l pe Klodian Duro în a doua repriză, care s-a încheiat cu o remiză fără goluri. S-a întors la echipă pe 9 februarie 2011 pentru următorul lor meci amical împotriva Sloveniei trecându-și a doua selecție în propria statistică, intrând din nou din postura de rezervă, cu Albania fiind învinsă cu 1-2.
În noiembrie 2013, după o lungă absență, Memushaj s-a întors la echipă cu De Biasi în calitate de selecționer pentru meciul amical cu Belarus, care a avut loc după încheierea meciurilor din grupele de calificare la Campionatul Mondial din 2014. El a fost din nou folosit din nou din postura de rezervă, intrând în locul lui Valdet Rama într-o altă remiză fără goluri.

### Campania de calificare la Campionatul European din 2016
Memushaj a ratat primele două meciuri de calificare la UEFA Euro 2016 împotriva Portugaliei și Danemarcei din cauza unei accidentări suferite în mai 2014, o accidentare care l-a ținut pe tușă timp de 6 luni. A ratat, de asemenea, meciul controversat cu Serbia din octombrie 2014. De îndată ce a fost declarat apt de joc, el a fost chemat pentru amicale împotriva Franței și Italiei din noiembrie 2014. El a jucat primul său meci ca titular la națională împotriva Franței, cu Albania reușind o remiză istorică scor 1-1 pe Roazhon Park. El a jucat, de asemenea, ca titular în primul meci jucat de Albania împotriva Italiei, ratând o oportunitate de gol în prima repriză, în timp ce Albania a fost învinsă cu 1-0.
Memushaj a continuat să joace pentru Albania în campania istorică de calificare la Campionatul European din 2016. În meciul final decisiv împotriva Armeniei, a dat o pasă de gol dintr-o lovitură liberă, cu Albania câștigând cu 3-0 și obținând astfel un loc la Campionatul European din 2016, fiind pentru prima dată când Albania reușește să se califice la un turneu final. La 21 mai 2016, el a fost numit în lotul lărgit al Albaniei de 27 de jucători pentru UEFA Euro 2016 și în lotul definitiv de 23 de jucători pe 31 mai.
În turneu, el nu a jucat în primul meci al Albaniei din grupa A împotriva Elveției, care s-a terminat cu o înfrângere scor 0-1. Cu toate acestea, el a revenit în formație în al doilea meci împotriva gazdei Franței, lovind bara, cu Albania luând două goluri în ultimele minute. În ultimul meci din grupe împotriva Romaniei, el i-a dat o pasă de gol lui Armando Sadiku pentru singurul gol al meciului ajutându-și echipa să obțină primei victorie la un turneu de fotbal masculin major și reușind totodată să o învingă pe România pentru prima data din 1948 încoace. Albania a fost eliminată din turneu după ce a terminat a treia în grupa cu trei puncte și un golaveraj de -2, clasându-se pe ultimul loc în printre echipele clasate pe locul trei.

### Calificările la Campionatul Mondial din 2018
Memushaj a marcat primul său gol la națională pe 11 iunie 2017 în meciul de calificare la Campionatul Mondial din 2018 împotriva Israelului, marcând al treilea gol în victoria din deplasare scor 3-0.

## Viața personală
El și familia sa au migrat în Italia în 1997 din cauza războiului civil din Albania.

## Statistici privind cariera

### Club
Până pe 31 martie 2019
| Club                 | Sezon         | Campionat                | Campionat | Campionat | Cupă    | Cupă   | Europa  | Europa | Altele  | Altele | Total   | Total  |
| Club                 | Sezon         | Divizie                  | Meciuri   | Goluri    | Meciuri | Goluri | Meciuri | Goluri | Meciuri | Goluri | Meciuri | Goluri |
| -------------------- | ------------- | ------------------------ | --------- | --------- | ------- | ------ | ------- | ------ | ------- | ------ | ------- | ------ |
| Sarzanese            | 2003–2004     | Eccellenza Liguria       | 2         | 0         | —       | —      | —       | —      | —       | —      | 2       | 0      |
| Sarzanese            | 2004–2005     | Eccellenza Liguria       | 29        | 2         | —       | —      | —       | —      | —       | —      | 29      | 2      |
| Sarzanese            | 2005–2006     | Eccellenza Liguria       | 0         | 0         | —       | —      | —       | —      | —       | —      | 0       | 0      |
| Sarzanese            | 2006–2007     | Serie D                  | 31        | 3         | —       | —      | —       | —      | —       | —      | 31      | 3      |
| Sarzanese            | 2007–2008     | Serie D                  | 22        | 5         | —       | —      | —       | —      | —       | —      | 22      | 5      |
| Sarzanese            | Total         | Total                    | 84        | 10        | —       | —      | —       | —      | —       | —      | 84      | 10     |
| Valle d'Aosta        | 2008–2009     | Serie D                  | 34        | 3         | —       | —      | —       | —      | —       | —      | 34      | 3      |
| Paganese             | 2009–2010     | Lega Pro Prima Divisione | 28        | 1         | —       | —      | —       | —      | 2       | 0      | 30      | 1      |
| Chievo Verona        | 2010–2011     | Serie A                  | —         | —         | 3       | 0      | —       | —      | —       | —      | 3       | 0      |
| Portogruaro          | 2010–2011     | Serie B                  | 15        | 2         | —       | —      | —       | —      | —       | —      | 15      | 2      |
| Carpi                | 2011–2012     | Lega Pro Prima Divisione | 31        | 8         | 2       | 1      | —       | —      | 4       | 0      | 37      | 9      |
| Carpi                | Total         | Total                    | 31        | 8         | 2       | 1      | —       | —      | 4       | 0      | 37      | 9      |
| Lecce                | 2012–2013     | Lega Pro Prima Divisione | 29        | 3         | 2       | 0      | —       | —      | 3       | 0      | 34      | 3      |
| Carpi                | 2013–2014     | Serie B                  | 33        | 8         | 1       | 0      | —       | —      | —       | —      | 34      | 8      |
| Pescara              | 2014–2015     | Serie B                  | 30        | 6         | 1       | 0      | —       | —      | 5       | 1      | 36      | 7      |
| Pescara              | 2015–2016     | Serie B                  | 30        | 11        | 1       | 0      | —       | —      | 2       | 0      | 33      | 11     |
| Pescara              | 2016–2017     | Serie A                  | 36        | 1         | 2       | 0      | —       | —      | —       | —      | 38      | 1      |
| Pescara              | 2018–2019     | Serie B                  | 29        | 0         | 2       | 0      | —       | —      | —       | —      | 31      | 0      |
| Pescara              | Total         | Total                    | 125       | 18        | 6       | 0      | —       | —      | 7       | 1      | 138     | 19     |
| Benevento (împrumut) | 2017–2018     | Serie A                  | 17        | 0         | —       | —      | —       | —      | —       | —      | 17      | 0      |
| Total carieră        | Total carieră | Total carieră            | 396       | 53        | 14      | 1      | —       | —      | 14      | 1      | 424     | 55     |

1. ↑  Meciuri în competițiile europene precum Liga Campionilor UEFA și Europa League
2. ↑  Toate meciurile în play-out
3. 1 2 3 4  Toate meciurile în play-off

### Meciuri la națională
Până pe 13 noiembrie 2017 
| Echipa națională a Albaniei | Echipa națională a Albaniei | Echipa națională a Albaniei |
| An                          | Meciuri                     | Goluri                      |
| --------------------------- | --------------------------- | --------------------------- |
| 2010                        | 1                           | 0                           |
| 2011                        | 1                           | 0                           |
| 2012                        | 1                           | 0                           |
| 2013                        | 1                           | 0                           |
| 2014                        | 3                           | 0                           |
| 2015                        | 5                           | 0                           |
| 2016                        | 8                           | 0                           |
| 2017                        | 9                           | 1                           |
| Total                       | 29                          | 1                           |